# Годфрид Рідель
Годфрид Рідель (італ. Goffredo Ridello; †1084) — герцог Гаетанський (1067—1084) за призначенням сюзерена князя Капуанського Річарда I.
У 1061 був одним з ватажків норманської кампанії до Сицилії. Був першим норманським герцогом Гаетанським після Вільгельма Монтрея, а тому не був популярним серед місцевого населення. Мешканці Гаети вибрали свій власний міський уряд. Годфрид і далі керував сільськими поселеннями герцогства, осівши у замку в Понтекорво.
Після смерті Годфрида престол спадкував його син Реджинальд. Його дочка, яку звали Єва чи Анна, вийшла заміж за геруога Неаполітанського Іоанна VI.